# Ballard Berkeley
Ballard Berkeley, född 6 augusti 1904 i Tunbridge Wells i Kent, död 16 januari 1988 i London, var en brittisk skådespelare.
Berkeley framträdde på såväl scen som film; filmdebuten gjordes 1930. För svenska TV-tittare är han mest känd som den virrige, pensionerade majoren Gowen i den populära brittiska komediserien Pang i bygget (1975–1979).
Bland hans övriga filmer märks Havet är vårt öde (1942) och Rampfeber (1950) samt TV-serien Livet leker (1984–1985).

## Filmografi i urval
- 1989 – The BFG (röst)
- 1985 – Ett päron till farsa på semester i Europa
- 1984–1986 – Livet leker (TV-serie)
- 1983 – Are You Being Served? (TV-serie)
- 1981 – Ombytta roller (TV-serie)
- 1980 – Little Lord Fauntleroy (TV-film)
- 1976 – The New Avengers (TV-serie)
- 1975–1979 – Pang i bygget (TV-serie)
- 1971 – Coronation Street (TV-serie)
- 1970 – Ett litet mord om dan
- 1969 – Fientligt vittne
- 1968 – Sherlock Holmes (TV-serie)
- 1967-1969 – Prilliga prelater och präktiga pastorer (TV-serie)
- 1964-1966 – Doktor Finlays journal (TV-serie)
- 1959 – The Invisible Man (TV-serie)
- 1958 – Ivanhoe (TV-serie)
- 1958 – Leave It to Todhunter (TV-serie)
- 1957 – The New Adventures of Charlie Chan (TV-serie)
- 1957 – Panik på kapplöpningsbanan
- 1957 – Demonens förbannelse
- 1957 – The Buccaneers (TV-serie)
- 1956 – The Adventures of Sir Lancelot (TV-serie)
- 1955-1958 – The Adventures of Robin Hood (TV-serie)
- 1954 – Robin Hood - farornas man
- 1953 – 3 steg till galgen
- 1952 – Illdåd i natten
- 1951 – Främling i natten
- 1951 – Chans att leva
- 1950 – Rampfeber
- 1949 – Allt på ett kort
- 1946 – Det hände en weekend
- 1942 – Havet är vårt öde